# Gabriel Bien-Aimé
Gabriel Bien-Aimé est un sculpteur haïtien né à Croix-des-Bouquets en 1951. 
Élève du sculpteur Janvier Louis-Juste, Bien-Aimé est connu pour être l'un des meilleurs représentants du bosmétal, une tradition de sculpture en fer découpé inaugurée à Haïti par Georges Liautaud. Mélangeant comme Liautaud thèmes vaudous et chrétiens, il se distingue par un sens de l'humour qui lui est propre et par l'accentuation du relief des œuvres due au pliage du fer et à l'adjonction de pièces de métal rapportées (trombones,  chaînes de toilette...). En 1989, il participe à la célèbre exposition Les Magiciens de la terre.

## Expositions principales

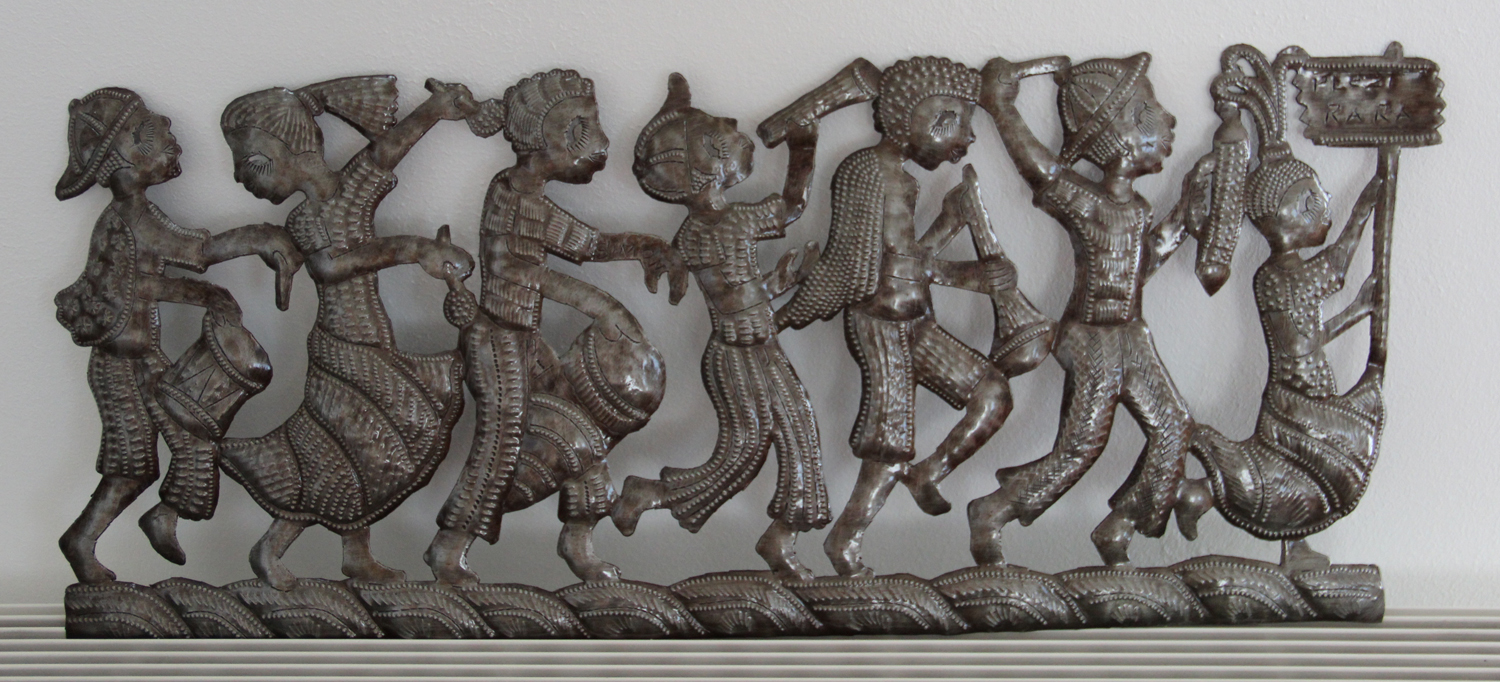
Une sculpture de bosmétal haïtien

- 1979 : Kunst aus Haiti, Staalichen Kunsthalle, Berlin
- 1989 : Magiciens de la terre, Musée national d'art moderne, Grande Halle de la Villette, Paris
- 1991 : Spirits: Selections from the Collection of Geoffrey Holder and Carmen Lavallade, Katonah Museum of Art, Katonah
- 1992 : A Haitian Celebration: Art and Culture, Milwaukee Art Museum, Milwaukee
- 1995 : Masterworks in Haitian Art from the Collection of the Davenport Museum, Figge Art Museum, Davenport
- 2004 : Lespri Endepandan: Discovering Haitian Sculpture, Frost Art Museum, Miami
- 2008 : Mami Wata: Arts for Water Spirits in Africa and Its Diasporas, Fowler Museum at UCLA, Los Angeles
- 2010 : Saints & Spirits: Art of Haiti, Contemporary Arts Center, New Orleans
- 2012 : Caribbean Crossroads of the World, Studio Museum in Harlem, El Museo del Barrio, Queens Museum of Art, New-York

## Collections publiques
- Musée national d'art moderne, Paris
  - Maître fouet
- Figge Art Museum[1]
  - Transforming Spirit/Transformer l'Esprit
  - Woman with Vine and Birds/Femme à la vigne et oiseaux
  - Tree Spirit/Arbre Esprit
  - Musicians/Musiciens
  - Archangel Michael/Archange Michael
  - Dancing couple/Couple dansant
  - Smiling Girl with Spirtis/Fille souriant avec les esprits
  - Christ on the Road to Calvary/Christ sur le Chemin du Calvaire